# 장재영가옥
장재영 가옥은 눌재 장승제의 후손이 흥성 장씨와 관련된 양반집으로 번암면 노단리 일대는 흥성장씨의 동족 마을이다. 1986년 9월 8일 대한민국 전북특별자치도 민속문화재 제21호 지정되었다.

## 건물
건립시기는 상량문의 내용을 통해 알 수 있다.
승정기원후사병진삼월이십팔일을유오사시
崇禎紀元後四丙辰三月二十八日乙酉午巳時

가옥은 안채, 사랑채, 행랑채, 문간채로 구성되어있으며 전형적인 조선시대 농촌 부호의 가옥이다. 보수공사를 실시했지만 원형은 잘 간직하고 있다. 대문 앞에는 2그루의 정자나무가 있다. 대문 옆에는 흙돌담으로 전통 꽃담이다. 기존 돌담은 둥글고 중간 크기의 돌들이고 보수된 돌담은 큰 돌들로 구성된다. 대문을 지나면 정원과 흙과 기와 조각으로 쌓은 와편담 굴뚝이 있다.

### 안채
앞면 4칸, 옆면 3칸이다. 건물 안에는 부엌, 식당, 욕실, 응접실, 안방, 툇마루 등이 있다. 지붕은 팔작지붕으로 홑처마이다. 주춧돌은 직사각의 자연석 화강암을 사용했으며, 토방은 자연석을 중첩하여 쌓았다. 전면의 모습은 크게 달라지지 않았으나 생활편의에 따라 내부의 구조를 바꿨다. 부엌은 정면에서 볼 때 왼쪽 맨 끝에 위치했는데, 입식으로 개조하면서 식당과 욕실로 변형했다. 과거 부엌이었던 방에는 응접실을 만들었다. 대형 유리창을 응접실의 전면과 측면 벽에 설치했다. 안방과 대청 뒤쪽으로는 툇마루가 있었으나 마루선 끝에 맞추어 외벽을 쌓아 내부 공간을 확장했다.

### 사랑채
앞면 4칸, 옆면 2칸이다. 안채 앞쪽에 위치해 있으며 영락헌(英樂轩)이라는 현판이 걸려있다. 정면에는 솟을대문이 있다. 건물 안에는 큰 사랑방, 작은 사랑방, 대청 등이 있다. 지붕은 맞배지붕으로 오량집으로 기둥은 원기둥이다. 맨 왼쪽 방은 지붕이 1칸이 낮으며 기둥은 각기둥으로 다른 시기에 달아낸 것으로 추정한다. 대청 뒷벽 상부에는 벽감을 만들어 조상의 신위를 모신다.

### 행랑채
앞면 3칸, 옆면 2칸이다. 안채와 사랑채의 중간에 위치해 있으며, 안채와 직각으로 마당을 바라보고 있다. 지붕은 팔작지붕이다. 공기가 잘 통하도록 지면 40cm높이에 널판으로 바닥을 깔았고 외벽은 판벽으로 되어있다. 행랑채의 크기를 통해 경제적 규모를 짐작할 수 있다. 최근에 복원되었다.

### 문간채
앞면 3칸, 옆면 1칸이다. 가운데 솟을대문을 중심으로 왼쪽은 변소와 헛간, 오른쪽은 문간방이다. 현재 솟을대문은 주춧돌 터만 남아있다. 문 앞에는 하마석이 있는데 본래 집 앞 도로변에서 옮겨왔다. 너비 56cm, 길이 47cm, 높이 40cm의 화강암이다.

## 참고 문헌
- 문화재청
- 문화콘텐츠닷컴
- 대한민국구석구석
- 한국민족문화대백과
- 새전북신문 <기획> 한국문화 오디세이 <39> 전북의 미 (전통)꽃담 보관됨 2021-04-26 - 웨이백 머신